# Copa Colombia 1989
La Copa Colombia 1989 fue una fase del Campeonato colombiano 1989 disputada entre los clubes de la Categoría Primera A del fútbol profesional en Colombia. Si bien esta competición es reconocida como oficial por la DIMAYOR, no lo es para reputados historiadores y periodistas que, al ser una fase de la Liga de ese año, no la consideran como una competición oficial de Copa propiamente dicha ni como un título oficial.
El campeón del torneo fue Santa Fe que venció al Unión Magdalena. Este fue el único torneo que se jugó y concluyó en Colombia en ese año, debido a que el Campeonato colombiano 1989 fue cancelado por el asesinato del árbitro Álvaro Ortega.

## Sistema de juego
En esta edición participaron los 15 equipos del campeonato profesional colombiano de 1989, se dividieron en 3 Pentagonales Regionales, con series de ida y vuelta, donde accedían a la segunda fase los dos primeros de cada grupo y los dos mejores terceros; en cada serie se puntuaba así:

3 pts: Si un equipo ganaba ambos partidos de la serie.

2 pts: Si un equipo ganaba y empataba en la serie.

1 Pto: Si ganaba y perdía, pero la diferencia de gol era positiva.

1 Pto: Si ganaba y Perdía, tenía igual diferencia de gol, se disputaban penales.

1 Pto: Si empataba ambos, se disputaban penales.

Se armaba la reclasificación y se enfrentaban 1 Vs 8 (A), 2 Vs 7 (B), 3 Vs 6 (C), 4 Vs 5 (D).
Luego Semifinales entre Ganadores A Vs C, B Vs D.
Por Último la gran Final.

## Equipos participantes 1989
| Departamento       | N.º | Equipos                                   |
| ------------------ | --- | ----------------------------------------- |
| Antioquia          | 2   | Atlético Nacional, Independiente Medellín |
| Distrito Capital   | 2   | Millonarios, Santa Fe                     |
| Valle del Cauca    | 2   | Deportivo Cali, América de Cali           |
| Atlántico          | 2   | Junior, Sporting                          |
| Santander          | 1   | Atlético Bucaramanga                      |
| Caldas             | 1   | Once Caldas                               |
| Magdalena          | 1   | Unión Magdalena                           |
| Norte de Santander | 1   | Cúcuta Deportivo                          |
| Quindío            | 1   | Deportes Quindío                          |
| Risaralda          | 1   | Deportivo Pereira                         |
| Tolima             | 1   | Deportes Tolima                           |

## Fase de grupos regionales

### Grupo A
Equipos pertenecientes a la Región Occidental.
| Equipo            | Pts | PJ | PG | PE | PP | GF | GC | DIF |
| ----------------- | --- | -- | -- | -- | -- | -- | -- | --- |
| Deportes Quindío  | 4   | 8  | 3  | 2  | 3  | 10 | 9  | 1   |
| América de Cali   | 3   | 8  | 3  | 1  | 4  | 13 | 10 | 3   |
| Deportivo Pereira | 3   | 8  | 4  | 1  | 3  | 6  | 5  | 1   |
| Deportivo Cali    | 2   | 8  | 3  | 3  | 2  | 8  | 8  | 0   |
| Once Caldas       | 1   | 8  | 2  | 3  | 3  | 6  | 11 | -5  |

### Resultados
| Fecha       | Local   | Resultado | Visitante |             | Local       | Resultado   | Visitante |
| ----------- | ------- | --------- | --------- | ----------- | ----------- | ----------- | --------- |
| 21 de mayo  | Pereira | 1:0       | América   |             | Once Caldas | 1:0         | Quindío   |
| 25 de mayo  | América | 2:0       | Pereira   | Quindío     | 3:1         | Once Caldas |           |
| 28 de mayo  | Quindío | 2:2       | Cali      | América     | 4:1         | Once Caldas |           |
| 30 de mayo  | Cali    | 1:0       | Quindío   | Once Caldas | 2:1         | América     |           |
| 2 de junio  | Quindío | 2:1       | Pereira   | Cali        | 0:0         | Once Caldas |           |
| 4 de junio  | Pereira | 1(4):0(5) | Quindío   | Once Caldas | 1(4):1(2)   | Cali        |           |
| 7 de junio  | América | 3:1       | Cali      | Pereira     | 2:0         | Once Caldas |           |
| 9 de junio  | Cali    | 2:1       | América   | Once Caldas | 0:0         | Pereira     |           |
| 11 de junio | Quindío | 1:1       | América   | Cali        | 1:0         | Pereira     |           |
| 13 de junio | América | 1:2       | Quindío   | Pereira     | 1(4):0(3)   | Cali        |           |

### Grupo B
Equipos pertenecientes a la Región central.
| Equipo               | Pts | PJ | PG | PE | PP | GF | GC | DIF |
| -------------------- | --- | -- | -- | -- | -- | -- | -- | --- |
| Millonarios          | 10  | 8  | 7  | 0  | 1  | 14 | 3  | 11  |
| Santa Fe             | 8   | 8  | 5  | 1  | 2  | 17 | 10 | 7   |
| Atlético Bucaramanga | 2   | 8  | 2  | 0  | 6  | 8  | 19 | -11 |
| Cúcuta Deportivo     | 1   | 8  | 2  | 2  | 4  | 7  | 9  | -2  |
| Deportes Tolima      | 0   | 8  | 1  | 3  | 4  | 4  | 11 | -7  |

### Resultados
| Fecha       | Local       | Resultado | Visitante   |             | Local       | Resultado   | Visitante   |
| ----------- | ----------- | --------- | ----------- | ----------- | ----------- | ----------- | ----------- |
| 21 de mayo  | Cúcuta      | 2:1       | Millonarios |             | Tolima      | 1:0         | Bucaramanga |
| 25 de mayo  | Millonarios | 2(5):1(4) | Cúcuta      | Bucaramanga | 3:0         | Tolima      |             |
| 28 de mayo  | Bucaramanga | 0:1       | Millonarios | Santa Fe    | 2:1         | Cúcuta      |             |
| 30 de mayo  | Millonarios | 2:0       | Bucaramanga | Cúcuta      | 0:1         | Santa Fe    |             |
| 2 de junio  | Tolima      | 0:3       | Millonarios | Santa Fe    | 7:1         | Bucaramanga |             |
| 4 de junio  | Millonarios | 1:0       | Tolima      | Bucaramanga | 3:4         | Santa Fe    |             |
| 7 de junio  | Tolima      | 1:1       | Santa Fe    | Bucaramanga | 2:1         | Cúcuta      |             |
| 9 de junio  | Santa Fe    | 2:0       | Tolima      | Cúcuta      | 1(10):0(11) | Bucaramanga |             |
| 11 de junio | Millonarios | 1:0       | Santa Fe    | Cúcuta      | 0:0         | Tolima      |             |
| 13 de junio | Santa Fe    | 0:3       | Millonarios | Tolima      | 1(1):1(3)   | Cúcuta      |             |

### Grupo C
Equipos pertenecientes a la Región septentrional.
| Equipo                 | Pts | PJ | PG | PE | PP | GF | GC | DIF |
| ---------------------- | --- | -- | -- | -- | -- | -- | -- | --- |
| Junior                 | 10  | 8  | 6  | 2  | 0  | 17 | 3  | 14  |
| Independiente Medellín | 5   | 8  | 3  | 3  | 2  | 8  | 7  | 1   |
| Unión Magdalena        | 5   | 8  | 3  | 2  | 3  | 10 | 11 | -1  |
| Atlético Nacional      | 1   | 8  | 2  | 2  | 4  | 7  | 10 | -3  |
| Sporting               | 0   | 8  | 1  | 1  | 6  | 5  | 13 | -8  |

### Resultados
| Fecha       | Local     | Resultado | Visitante |           | Local     | Resultado | Visitante |
| ----------- | --------- | --------- | --------- | --------- | --------- | --------- | --------- |
| 21 de mayo  | Junior    | 2:0       | Sporting  |           | Medellín  | 1:1       | Magdalena |
| 25 de mayo  | Sporting  | 0:3       | Junior    | Magdalena | 1:0       | Medellín  |           |
| 28 de mayo  | Magdalena | 0:2       | Junior    | Sporting  | 3:1       | Nacional  |           |
| 30 de mayo  | Junior    | 5:0       | Magdalena | Nacional  | 2(5):0(3) | Sporting  |           |
| 2 de junio  | Sporting  | 0:0       | Magdalena | Nacional  | 1:1       | Medellín  |           |
| 4 de junio  | Magdalena | 5:1       | Sporting  | Medellín  | 1:0       | Nacional  |           |
| 7 de junio  | Magdalena | 3:1       | Nacional  | Medellín  | 0:1       | Junior    |           |
| 9 de junio  | Nacional  | 1:0       | Magdalena | Junior    | 2:2       | Medellín  |           |
| 11 de junio | Nacional  | 1:1       | Junior    | Sporting  | 0:1       | Medellín  |           |
| 13 de junio | Junior    | 1:0       | Nacional  | Medellín  | 2:1       | Sporting  |           |

|  | Clasificado a la segunda fase. |
|  | Eliminado.                     |

Notas:
1. ↑  Fue aplazado y se disputó el 16 de junio debido a la participación de Atlético Nacional en la Copa Libertadores 1989.
2. ↑  Se disputó el 3 de junio
3. ↑  Se disputó el 5 de junio

## Segunda fase
|  | Cuartos de final  | Cuartos de final | Cuartos de final |   |          | Semifinales | Semifinales | Semifinales |  |  | Final    | Final | Final |
|  |                   |                  |                  |   |          |             |             |             |  |  |          |       |       |
|  |                   |                  |                  |   |          |             |             |             |  |  |          |       |       |
|  | Santa Fe          | 3                | 1                |   |          |             |             |             |  |  |          |       |       |
|  | Deportes Quindío  | 2                | 1                |   |          |             |             |             |  |  |          |       |       |
|  | Deportes Quindío  | 2                | 1                |   | Santa Fe | 1           | 3           |             |  |  |          |       |       |
|  |                   |                  |                  |   | Santa Fe | 1           | 3           |             |  |  |          |       |       |
|  |                   | América de Cali  | 1                | 1 |          |             |             |             |  |  |          |       |       |
|  | Millonarios       | América de Cali  | 1                | 1 | 2        | 0           |             |             |  |  |          |       |       |
|  | Millonarios       |                  |                  |   | 2        | 0           |             |             |  |  |          |       |       |
|  | América de Cali   | 2                | 0                |   |          |             |             |             |  |  |          |       |       |
|  |                   |                  |                  |   |          |             |             |             |  |  | Santa Fe | 0     | 2     |
|  |                   |                  | Unión Magdalena  | 0 | 1        |             |             |             |  |  |          |       |       |
|  | Junior            | 2                | 1                |   |          |             |             |             |  |  |          |       |       |
|  | Deportivo Pereira | 2                | 0                |   |          |             |             |             |  |  |          |       |       |
|  | Deportivo Pereira | 2                | 0                |   | Junior   | 0           | 0           |             |  |  |          |       |       |
|  |                   |                  |                  |   | Junior   | 0           | 0           |             |  |  |          |       |       |
|  |                   | Unión Magdalena  | 1                | 3 |          |             |             |             |  |  |          |       |       |
|  | Unión Magdalena   | Unión Magdalena  | 1                | 3 | 3        | 0           |             |             |  |  |          |       |       |
|  | Unión Magdalena   |                  |                  |   | 3        | 0           |             |             |  |  |          |       |       |
|  | Ind. Medellín     | 0                | 1                |   |          |             |             |             |  |  |          |       |       |

### Cuartos de final
| 18 de junio de 1989, 15:00 | Deportivo Pereira | 2:2 | Junior | Estadio Hernan Ramírez Villegas, Pereira |  |

| 20 de junio de 1989, 15:00 | Junior | 1:0 | Deportivo Pereira | Estadio Metropolitano de Barranquilla, Barranquilla |  |

| 18 de junio de 1989, 15:00 | América de Cali | 2:2 | Millonarios | Estadio Pascual Guerrero, Cali |  |

| 20 de junio de 1989, 15:00 | Millonarios | 0:0 (4:5 p.) | América de Cali | Estadio Nemesio Camacho El Campín, Bogotá |  |

| 18 de junio de 1989, 15:00 | Santa Fe | 3:2 | Deportes Quindío | Estadio Nemesio Camacho El Campín, Bogotá |  |

| 20 de junio de 1989, 15:00 | Deportes Quindío | 1:1 | Santa Fe | Estadio Centenario de Armenia, Armenia |  |

| 18 de junio de 1989, 15:00 | Independiente Medellín | 0:3 | Unión Magdalena | Estadio Atanasio Girardot, Medellín |  |

| 20 de junio de 1989, 15:00 | Unión Magdalena | 0:1 | Independiente Medellín | Estadio Eduardo Santos, Santa Marta |  |

### Semifinales
| 23 de junio de 1989, 15:00 | Unión Magdalena | 1:0 | Junior | Estadio Eduardo Santos, Santa Marta |  |

| 25 de junio de 1989, 15:00 | Junior | 0:3 | Unión Magdalena | Estadio Metropolitano de Barranquilla, Barranquilla |  |

| 23 de junio de 1989, 15:00 | América de Cali | 1:1 | Santa Fe | Estadio Pascual Guerrero, Cali |  |

| 25 de junio de 1989, 15:00 | Santa Fe | 3:1 | América de Cali | Estadio Nemesio Camacho El Campín, Bogotá |  |

### Tercer y cuarto puesto
| 28 de junio de 1989, 15:00 | América de Cali | 1:3 | Junior | Estadio Pascual Guerrero, Cali |  |

| 30 de junio de 1989, 15:00 | Junior | 2:3 | América de Cali | Estadio Metropolitano de Barranquilla, Barranquilla |  |

## Final
| 28 de junio de 1989, 15:00 | Unión Magdalena | 0:0 | Santa Fe | Estadio Eduardo Santos, Santa Marta |  |

| 30 de junio de 1989, 15:00 | Santa Fe              | 2:1 | Unión Magdalena    | Estadio Nemesio Camacho El Campín, Bogotá |                                 |
|                            | Sosa 31' · Rincón 57' |     | Navarro 70' (pen.) | Asistencia: 27.370 espectadores           | Asistencia: 27.370 espectadores |

|                              |
| Bandera de Colombia          |
| Campeón Santa Fe 1.er título |

## Estadísticas generales
| Pos. | Equipos                | PJ | PG | PE | PP | GF | GC | DG  | Pts. x3 |
| ---- | ---------------------- | -- | -- | -- | -- | -- | -- | --- | ------- |
| 1.   | Independiente Santa Fe | 14 | 8  | 4  | 2  | 27 | 16 | +11 | 28      |
| 2.   | Unión Magdalena        | 14 | 6  | 3  | 5  | 18 | 14 | +4  | 21      |
| 3.   | Junior                 | 14 | 8  | 3  | 3  | 25 | 13 | +12 | 27      |
| 4.   | Millonarios            | 10 | 7  | 2  | 1  | 16 | 5  | +11 | 23      |
| 5.   | América de Cali        | 14 | 4  | 4  | 6  | 21 | 21 | 0   | 16      |
| 6.   | Independiente Medellín | 10 | 4  | 3  | 3  | 9  | 10 | -1  | 15      |
| 7.   | Deportivo Pereira      | 10 | 4  | 2  | 4  | 8  | 8  | 0   | 14      |
| 8.   | Deportes Quindío       | 10 | 3  | 3  | 4  | 13 | 13 | 0   | 12      |
| 9.   | Deportivo Cali         | 8  | 3  | 3  | 2  | 8  | 8  | 0   | 12      |
| 10.  | Once Caldas            | 8  | 2  | 3  | 3  | 6  | 11 | -5  | 9       |
| 11.  | Atlético Nacional      | 8  | 2  | 2  | 4  | 7  | 10 | -3  | 8       |
| 12.  | Cúcuta Deportivo       | 8  | 2  | 2  | 4  | 7  | 9  | -2  | 8       |
| 13.  | Atlético Bucaramanga   | 8  | 2  | 0  | 6  | 8  | 19 | -11 | 6       |
| 14.  | Deportes Tolima        | 8  | 1  | 3  | 4  | 4  | 11 | -7  | 6       |
| 15.  | Sporting               | 8  | 1  | 1  | 6  | 5  | 13 | -8  | 4       |